# روبرتو فلوريس برموديز
روبرتو فلوريس برموديز (بالإسبانية: Roberto Flores Bermúdez)‏ هو دبلوماسي وسياسي هندوراسي، ولد في 14 أغسطس 1949. انتخب سفير لدى آيسلندا ‏.